# Mr. Lucky (serie televisiva)
Mr. Lucky  è una serie televisiva statunitense in 34 episodi trasmessi per la prima volta nel corso di una sola stagione dal 1959 al 1960.

## Trama
Mr. Lucky è un onesto giocatore d'azzardo professionista con una fortuna straordinaria. Insieme ad Andamo gestisce un  casinò galleggiante ancorato fuori da una città portuale americana. La loro attività li porta in contatto con numerosi criminali e persone che si nascondono dai criminali. Ciò continua anche dopo che i due cambiano la loro attività trasformando il casinò in un ristorante galleggiante.

## Personaggi
- Mr. Lucky (34 episodi, 1959-1960), interpretato da	John Vivyan.
- Andamo (34 episodi, 1959-1960), interpretato da	Ross Martin.
- tenente Rovacs (20 episodi, 1959-1960), interpretato da	Tom Brown.
- Maitre'd (14 episodi, 1959-1960), interpretato da	Joe Scott.
- Margaret 'Maggie' Shank-Rutherford (8 episodi, 1959-1960), interpretata da	Pippa Scott.
- capitano della polizia (3 episodi, 1960), interpretato da	Paul Genge.
- Danny Devlin (2 episodi, 1959-1960), interpretato da	Stanley Adams.
- Allan Christian (2 episodi, 1959-1960), interpretato da	Tom McKee.
- Pudge (2 episodi, 1959-1960), interpretato da	Clegg Hoyt.
- Devil (2 episodi, 1959-1960), interpretato da	Norman Alden.
- presidente della banca (2 episodi, 1959-1960), interpretato da	Stephen Ellsworth.
- Bugsy McKenna (2 episodi, 1959-1960), interpretato da	Gavin MacLeod.
- Harry (2 episodi, 1959-1960), interpretato da	William Smith.
- Myrna (2 episodi, 1960), interpretata da	Kathy Marlowe.
- Andre Damon (2 episodi, 1960), interpretato da	Peter Whitney.

## Produzione
La serie fu prodotta da Spartan Productions e girata negli studios della Metro-Goldwyn-Mayer a Culver City in California.
La serie è basata su una storia originale di Milton Holmes, Bundles for Freedom, pubblicata su Cosmopolitan nel 1941.
Blake Edwards sviluppò la serie adattando il personaggio Willie Dante, interpretato da Dick Powell, dalla serie antologica Four Star Playhouse. Edwards diresse e co-sceneggiò il primo episodio di Mr. Lucky, e fu accreditato per i  primi diciotto episodi con la dicitura "intera produzione supervisionata da Blake Edwards". Jack Arnold (regista di Il mostro della laguna nera, Radiazioni BX: distruzione uomo  e It Came from Outer Space) produsse la serie e ne diresse 15 episodi.
Il tema musicale firmato da Henry Mancini raggiunse il 21º posto nella classifica dei singoli negli Stati Uniti. Mancini pubblicò due LP di successo basati sulla serie, Mr. Lucky e Mr. Lucky Goes Latin.
La storia breve ispirò anche il film del 1943 La dama e l'avventuriero, interpretato da Cary Grant. Il film e la serie televisiva hanno poco in comune, eccetto il titolo e la natura dei personaggi principali.
La città in cui Lucky e Andamo operano non è mai menzionata per nome, e vari episodi danno indizi contrastanti circa la sua posizione. Le auto della polizia sono contrassegnate semplicemente con la scritta "POLICE", senza il nome della città.
Nell'episodio The Brain Picker (6 febbraio 1960), Lucky cambia la sua attività da casinò a ristorante. Ciò avvenne per ordine dello sponsor della serie, la Lever Brothers, principalmente per gli scandali che coinvolsero alcuni quiz show dell'epoca.

### Registi
Tra i registi della serie sono accreditati:
- Jack Arnold (16 episodi, 1959-1960)
- Boris Sagal (6 episodi, 1959-1960)
- Lamont Johnson (4 episodi, 1959-1960)
- Jerry Hopper (2 episodi, 1959-1960)
- Alan Crosland Jr. (2 episodi, 1960)

## Cancellazione
Anche se lo spettacolo si rivelò uno dei più popolari tra quelli trasmessi della CBS nella stagione 1959-1960, la Lever Brothers annullò la sponsorizzazione al termine della prima stagione. La rete non riuscì a trovare altri sponsor per sostituirla e la serie fu infine cancellata.

## Distribuzione
La serie fu trasmessa negli Stati Uniti dal 1959 al 1960 sulla rete televisiva CBS.

## Episodi
| Stagione       | Episodi | Prima TV USA |
| -------------- | ------- | ------------ |
| Prima stagione | 34      | 1959-1960    |